# Kyj

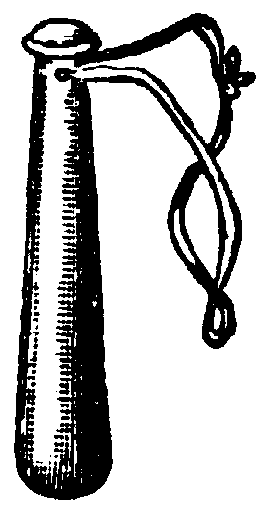
Kyj

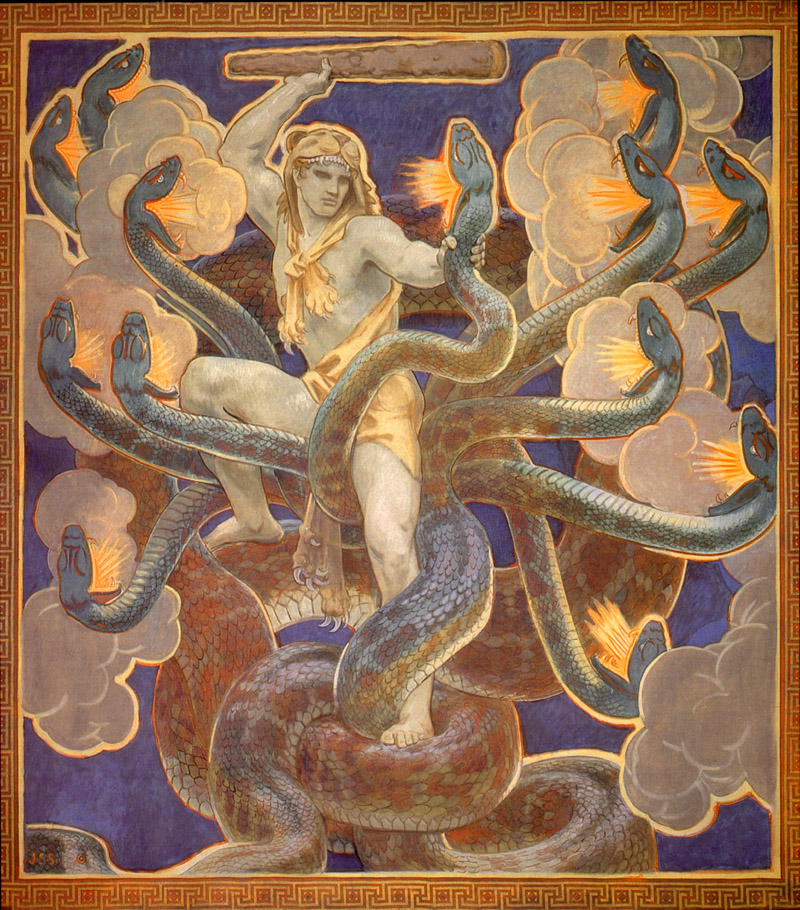
Herkules s kyjem, John Singer Sargent (1921)

Kyj je kratší, silná a na jednom konci rozšířená hůl, která slouží jako zbraň nebo jako pracovní nástroj.

## Pracovní nástroj
Kyj je zřejmě jedním z prvních pracovních nástrojů sloužící na roztloukání jiných předmětů. Tvarovaný je tak, aby se v rukách co nejlépe držel a měl těžší rozšířenou část. Zhotovoval se hlavně ze dřeva, ale i z jiných materiálů, například kostí a kamene.

## Zbraň
Kyj jako zbraň určitě používali už lovci k lovení zvěře např. mamutů. Jeskynní malby jejich použití datují už v paleolitu. V pozdějších dobách lidé kyj používali i v boji mezi sebou. Traduje se, že kyj jako zbraň používali ještě ve středověku zbojníci při přepadání pocestných.
Dubový kyj má ve znaku město Kyjov, jehož obyvatelé se dle pověsti kyji ubránili před nepřáteli. 

## Dekorativní prvek
Používá se v dnešním folklóru např. jako součást výstroje čerta, který je zosobňováním zla a nebezpečí.